# Ian Person

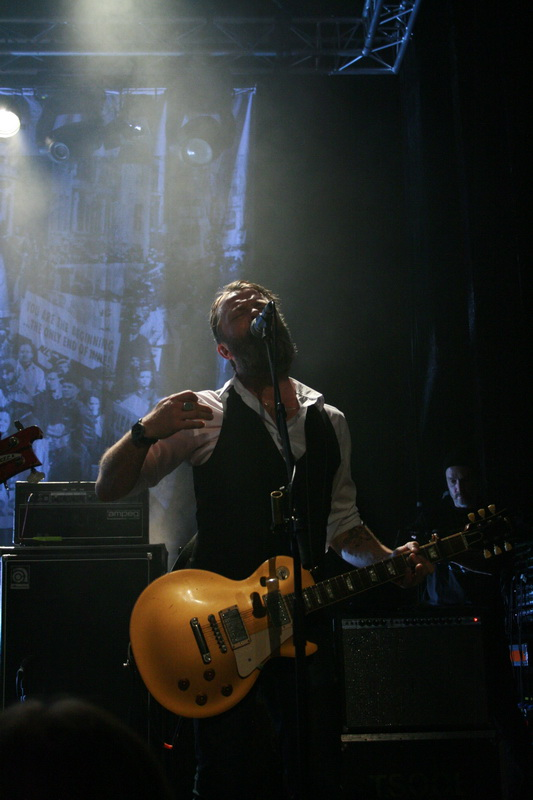
Ian Person med The Soundtrack of Our Lives, live på Pustervik, Göteborg, 2012-12-15

Christian "Ian" Persson, även känd som Ian Person, född 13 februari 1969, är en svensk artist, kompositör, gitarrist och musikproducent.
Han var gitarrist och låtskrivare i gruppen The Soundtrack of Our Lives. Han var även medlem i Union Carbide Productions och Stonefunkers. Sedan 2017 är gitarrist i hardcorebandet Pablo Matisse. 
Person har gett ut soloalbum under eget namn, bland annat albumet Exit:Highway of light. Person har också komponerat filmmusik till filmen The Eternal Road (2023).
Han producerade även Jerry Williams sista album Ghost Rider  där han även skrev musik och var gitarrist.

## Diskografi

### Union Carbide Productions[2]
Studioalbum
- 1991 – From Influence To Ignorance
- 1992 – Swing

Singlar
- 1989 – San Francisco Boogie (Hoffmann mix) / Down on the Farm
- 1992 – High Speed Energy / Doin' My Time
- 1999 – Off the Wall / I'm Alive
- 2003 – Be Myself Again (Extended Single Version) / San Francisco Boogie (Exclusive Ambivalent Single Mix)

### Stonefunkers[3]
Studioalbum
- 1995 – Material

Singlar
- 1995 – Individuality
- 1995 – Wreck The Show

### The Soundtrack of Our Lives[4]
Studioalbum
- 1996 – Welcome to the Infant Freebase
- 1998 – Extended Revelation for the Psychic Weaklings of Western Civilization
- 2001 – Behind the Music
- 2004 – Origin Vol. 1
- 2008 – Communion
- 2012 – Throw it to the Universe

EP
- 1996 – Homo Habilis Blues
- 1997 – Blow My Cool
- 1997 – Mantra Slider
- 2000 – Gimme Five!
- 2001 – Sister Surround
- 2010 – The Immaculate Convergence
- 2010 – Live at Lime With The Soundtrack of Our Lives
- 2012 – Shine On (There's Another Day After Tomorrow)
- 2013 – Impacts & Egos

Singlar (urval)
- 1998 – "Black Star"
- 1998 – "Jehovah Sunrise"
- 2001 – "Still Aging"
- 2001 – "Nevermore"
- 2001 – "Sister Surround"
- 2004 – "Bigtime"
- 2004 – "Believe I've Found
- 2005 – "Heading for a Breakdown"
- 2008 – "Utopia"
- 2008 – "Thrill Me"
- 2012 – "Try Again"

Samlingsalbum
- 2005 – A Present From The Past
- 2009 – Communion Bonus Tracks
- 2010 – Golden Greats No.1
- 2014 – Rest In Piece 1994 - 2012

### Ian Person solo[5]
Studioalbum
- 2017 – Exit: Highway of light
- 2023 – Autoimmune

EP
- 2022 – Austin City Limits Serenade
- 2023 – On The Edge Of A Knife

Singlar
- 2015 – Infinite Sea/A Heartache Coming On
- 2016 – Yo-Yo
- 2020 – Forever (feat. Alice B)
- 2022 – The Furies
- 2023 – A Lethal Energy

Filmmusik
- 2006 – Diamonds In The Rough (originalmusik från tv-serien No1.)
- 2014 – Viva Hate - TV Series Soundtrack
- 2020 – Fotbollens sista proletärer (Original Soundtrack)

## Karriär
- Gitarrist, låtskrivare i Union Carbide Productions (1989–1993)
- Gitarrist, låtskrivare  i Stonefunkers (1995–1996)
- Gitarrist, låtskrivare i The Soundtrack of Our Lives (1995–2012)
- Gitarrist, låtskrivare på Magnus Carlson debutalbum Allt är bara du, du, du (2001)
- Producent, gitarrist, låtskrivare på Jerry Williams album Ghost Rider (2015)
- Gitarrist, låtskrivare i Pablo Matisse (2017–  )

## Priser och utmärkelser
- 1997 – med The Soundtrack of Our Lives, Grammis, "Årets nykomling"[7] för albumet Welcome to the Infant Freebase
- 2002 – med The Soundtrack of Our Lives, Grammis, "Årets artist"[7] för albumet Behind the Music.
- 2003 – med The Soundtrack of Our Lives, Nominerade till en Grammy Award, "Best Alternative Music Album" för albumet Behind the Music.
- 2009 – med The Soundtrack of Our Lives, Grammis, "Årets grupp"[7] för albumet Communion
- 2013 – med The Soundtrack of Our Lives, Grammis, "Årets rock"[7] för albumet Throw It To The Universe